# 女僕心機
《女僕心機》（法語：Journal d'une femme de chambre）是一部2015年班諾·賈克 (Benoît Jacquot）执导的法語劇情片，由蕾雅·瑟杜和文森·林頓主演。電影改編自奧克塔夫·米爾博的同名小說，並入圍第65屆柏林影展主競賽單元。

## 角色
| 演員                             | 角色       |
| 蕾雅·瑟杜                        | 瑟婷       |
| 文森·林頓                        | 約瑟夫     |
| 可洛蒂德·莫勒 (Clotilde Mollet)  | 藍萊斯夫人 |
| Herve Pierre                     | 藍萊斯     |
| 文森．拉寇斯特 (Vincent Lacoste) | Georges    |